# Tiago Lemes da Silva
Tiago Lemes da Silva (* 15. September 1995) ist ein brasilianischer Sprinter, der sich auf den 400-Meter-Lauf spezialisiert hat.

## Sportliche Laufbahn
Erste Erfahrungen bei internationalen Meisterschaften sammelte Tiago da Silva im Jahr 2023, als er bei den Südamerikameisterschaften in São Paulo mit der brasilianischen Mixed-Staffel über 4-mal 400 Meter in 3:18,02 min gemeinsam mit Júlia Aparecida Rocha, Douglas Mendes und Jainy Barreto die Silbermedaille hinter dem kolumbianischen Team gewann. Bei den World Athletics Relays 2024 in Nassau wurde er in 3:28,01 min Siebter im A-Lauf in der 1. Qualifikationsrunde in der Mixed-Staffel über 4-mal-400-Meter für die Olympischen Spiele. Kurz darauf siegte er in 3:17,85 min bei den Ibero-Amerikanischen Meisterschaften in Cuiabá und belegte mit der Männerstaffel in 3:09,85 min den vierten Platz. 2025 siegte er in 3:17,73 min gemeinsam mit Jádson Lima, Érica Cavalheiro und Anny de Bassi in der Mixed-Staffel bei den Südamerikameisterschaften in Mar del Plata. Zudem siegte er in 3:07,40 min gemeinsam mit Lucas Carvalho, Jádson Lima und Elias Oliveira auch in der Männerstaffel.
2024 wurde da Silva brasilianischer Meister in der Mixed-Staffel über 4-mal 400 Meter.

## Persönliche Bestzeiten
- 200 Meter: 21,18 s (+0,2 m/s), 14. März 2025 in São Bernardo do Campo
- 400 Meter: 45,86 s, 29. März 2025 in Bragança Paulista